# Блюм, Роберт
Роберт Блюм (нем. Robert Blum; 10 ноября 1807, Кёльн — 9 ноября 1848, Бригиттенау) — немецкий политик во время Мартовской революции 1848 года. Работал ремесленником и позже театральным секретарём.

## Биография
В октябре 1830 года занял место театрального служащего в Кёльне, вскоре став заведующим библиотекой театра, однако уже в июне следующего года был уволен. Как следствие, в 1832 году — следуя за режиссёром Фридрихом Себальдом Рингельхардтом — перебрался в Лейпциг, работая в городском театре секретарём, библиотекарем и помощником кассира. В этот период началась его литературная деятельность: в 1831 году он написал «Грохов, гимн свободе», посвящённый сражению при Грохове. Кроме того, из-под его пера вышел ряд стихотворных работ, а также либретто к опере Лорцинга «Сокровищница инков».
В Саксонии издавал политические сборники, брошюры. До 1847 работал в политическом журнале «Sächsische Vaterlands-Blätter» («Саксонские отечественные листки»).
Во время революции 1848—1849 в Лейпциге основал демократическую Отечественную ассоциацию, которая насчитывала в своих рядаx более 40 тыс. сторонников.
Блюм был депутатом первого демократическим путём выбранного общегерманского парламента, руководителем левых демократов Франкфуртского национального собрания. Он выступал за немецкое национальное государство с республиканской конституцией, за равенство полов, против прусского милитаризма и антисемитизма.
Во второй фазе революции он принял участие в защите Вены и, несмотря на свой дипломатический иммунитет, был расстрелян после подавления восстания.
Не будучи евреем, был похоронен на Еврейском кладбище Веринга в Вене.

## Семья
- Внук: Отто Блюм (1876—1944) — инженер-строитель, профессор.